# 小島みゆ
小島 みゆ（こじま みゆ、1993年〈平成5年〉5月12日 - ）は、日本のタレント、グラビアアイドル。静岡県出身。マグニファイエンタテインメント所属。

## 略歴
小学生の頃、漫画家を目指すと同時にモデルへの憧れを持っていた。
2014年4月、「2014ウイダーinゼリー」イメージガールを務める。
2016年クラウドファンディングで目標額を達成し、初のグラビアDVD『はつみゆ』をリリース。これより2016年をデビュー年としている。
2016年4月、Krushガールズに加入しキャプテンも務め、2020年3月まで4年間在任した。
2017年2月よりグラチア（GraCheers）に加入。
2017年10月31日より、同事務所所属の紺野栞、うさまりあとYouTubeグループ「あんらぶ気分」を結成。2018年2月に大塚びるが加入。また、ゲーム実況を中心とした個人チャンネル『みゆぴなとあそぼ！【小島みゆ】』がある。
2019年5月、eスポーツ プロゲーマーサポート「Team GRAPHT」イメージガールに就任。
2019年10月、神奈川県警察本部犯罪抑止対策室の依頼を受け、得意のイラストを活かし、詐欺撲滅をテーマにした防犯漫画の連載を開始した。
2020年と2021年の2年連続でK-1ガールズに在任。キャッチコピーは「ハイスペックな勝利の女神」。2021年1月26日に行われた『K-1 AWARDS 2020』ではベストガールズ賞を受賞した。

## 人物
- 血液型はB型。公称サイズは身長161cm、B85cm、W56cm、H85cm。
- 芸能界を目指したきっかけは人を元気にし、笑わせたいという性格から。もともと自身の体のライン[14]やメイク等に拘りを持っており、グラビアアイドルが天職と考えるようになった[15]。
- チャームポイントの「くびれ」は、中学生の頃より腰ベルトを極限まで締め付けて寝たことから、おなかに贅肉のつきにくくなり形成されたとしている[16]。好きな衣装は、身体のラインが出るチャイナドレスである[17]。
- 趣味はオカルト・ホラー話を聞くこと[18]、毎日ゲームを3時間以上すること、漫画・イラスト・似顔絵を描くこと[2]。愛犬(ポメラニアン)の名前はルトで、ゼルダの伝説のルト姫が由来[要出典]。
- イラストは『D.Gray-man』、『家庭教師ヒットマンREBORN!』の影響を大きく受けた[19]漫画寄りのタッチだが[20]、自身のデジタル写真集や、Krushガールズ公式Tシャツのデザインに採用されるなど商業ベースに使用される腕前である。座右の銘は、漫画『ONE PIECE』より「"理想"ってのは 実力の伴う者のみが口にできる"現実"だ」[16]。

## 出演

### テレビ
- NIKKEIスタイルオンTV（テレビ東京）
- 一夜づけサンデー（テレビ東京）
- 今夜はナゾトレ（フジテレビ）
- この差って何ですか?（2015年9月20日、TBS）
- 東京オーディション(仮)（2015年11月2・9・16・23日、TOKYO MX）
- オトナ女子（2015年11月19日、フジテレビ）
- 山里と100人の美女～Xmasの女子会!大告白SP～（2015年12月25日、TBS）
- 主治医が見つかる診療所（テレビ東京）
- 紺野、今から踊るってよ（2016年6月23日、テレビ東京）
- 笑福亭鶴光のオールナイトニッポン.TV@J:COM（2017年4月、J:COM）
- ゴッドタン（2016年7月30日、2017年10月14日、2019年6月16日、テレビ東京）
- 女神たちのかようび（2017年、千葉テレビ）
- ランク王国（2017年8月19日、TBS）
- 液体グルメバラエティー たれ（2017年8月21日、テレビ東京）
- 橋本マナミのヨルサンポIII(2017年10月5・12日、BSフジ）
- 鎧美女#34（2017年11月25日、フジテレビONE） 甲冑:島津貴久
- 佳代子の部屋～真夜中のゲームパーティー～（2017年12月7日、フジテレビ）
- 内村さまぁ～ず（2018年1月1日、8日、TOKYO MX）
- 良かれと思って!女性芸能人50人が芸能界の(秘)ウラ事情を暴露SP（2018年1月17日、フジテレビ）
- パチFUN!・パーラーにほえろ!（2018年2月、テレビ埼玉）
- 水曜日のダウンタウン（2018年2月21日、TBS）
- 全力!脱力タイムズ（2018年5月25日、フジテレビ）
- さまスポ（2018年6月30日、7月7日、テレビ東京）
- お願い!ランキング（テレビ朝日）
- ザ・世界仰天ニュース秋の4時間SP（日本テレビ）
- オールスター後夜祭（2019年4月7日、TBS）
- ロンドンハーツ『時々呼ぶかもしれない女性タレントオーディション』（2020年1月7日、テレビ朝日）
- アイドル鬼ごっこ2023!～わたし、本気出してもいいですか～（2023年4月21日、GAORA SPORTS）[21][22]

### 映画
- 真・事故物件／本当に怖い住民たち（2022年2月）

### テレビドラマ
- 超ドSナイトの夜（2016年11月29日、静岡放送） - 審判役

### ウェブドラマ
- 炎の転校生 REBORN 第4話、第5話（2017年、Netflix） - 純潔女学園の生徒、グラビア学園の生徒役
- リベンジ清掃員CEO咲 （2024年、ShortMax） - 不破咲役

### 配信番組
- 男の欲望達成バラエティブラマヨ のおさわり禁止！（2016年、AbemaTV）
- 鈴木拓と10人の売れたい女たち（2016年、AbemaTV）
- 妄想マンデー（2016年8月8日、AbemaTV）
- お願い!ランキング（AbemaTV）
- みゆぴなとあそぼう!（2017年〜、YouTubeLIVE） - レギュラー
- DreamChallenge マジアゲ（2017年4月19日、FRESH!）
- 柴田阿弥の金曜The NIGHT（2017年9月、10月、AbemaTV）
- お願い超選挙 グランドフィナーレ（2017年9月29日、AbemaTV）
- ゴシップジェネレーション（2017年10月23日、AbemaTV）
- Gambooカレンダー（2017年、ギャンブー[23]）
- ヤングチャンピオンWEB バストヴィーナス（2017年、ヤングチャンピオンモバイル）
- ウルチョイ（2017年、ワロップ放送局）
- キトノチ（2017年、ワロップ放送局）
- ノリケンサンバ（2017年〜2019年4月、OPENREC） - 準レギュラー
- ぶるぺん（2017年7月、GYAO!）
- モヤさまネット・オリコンツ ムチムチVSしこしこ 炎の軍団対抗戦（2018年4月15日、29日 - 、Paravi）
- 実況王2（2018年6月24日、AbemaTV ウルトラゲームス）[24]
- どぶろっくの金曜The NIGHT（2019年3月2日、AbemaTV[25]）
- AKRacing Presents LIVE 霜降りRacig!!（2019年4月7日、YouTubeLive）
- スピードワゴンの月曜The NIGHT（2019年4月16日、2021年3月16日、11月8日、AbemaTV）
- ポケラボch（ニコニコ生放送）
- うまみチャンネル（ニコニコ生放送）
- ニコニコQ LIVE（ニコニコ生放送）
- 二コクラch - レギュラー
- モンドラch - レギュラー

### ミュージック・ビデオ
- 気志團-万謡集
- グラカラ（clubDAM）カラオケ配信ビデオ
- ゴッホの休日

### イベント
- 24時間テレビ 愛は地球を救う40 日産グローバル本社ギャラリーイベント（2017年8月26日）
- 東京ゲームショウ2019 AKレーシングブース
- 静岡県eスポーツ国体「ウイニングイレブン」アシスタントMC
- WESG日本予選サポーター出演
- K-1AWARDS2018
- KONAMI GEO CHALLENGE CUP2019
- AKIBA地区企業対抗戦「eスポーツ大会 ロケットリーグ」
- 週プレ酒場(1日ママ)
- 芸能人eスポーツ大会「EQリーグ」
- ビデオゲームトーキョー 原宿店 1日店長
- アイドル横丁夏まつり!!〜2018〜（2018年7月7日）
- 第一回「eスポーツスターバトルチャンピオンシップ」ウィニングイレブン代表（2018年1月8日）
- 第二回「eスポーツスターバトルチャンピオンシップ」ウィニングイレブン代表（2018年8月6日）
- 第三回「eスポーツスターバトルチャンピオンシップ」アシスタントMC（2019年8月16日）

### ラウンドガール
| 年     | 大会名          | ユニット名           | 他メンバー                                       |
| ------ | --------------- | -------------------- | ------------------------------------------------ |
| 2016年 | Krush           | Krush GIRLS          | 松嶋えいみ、才木玲佳、永友春菜                   |
| 2017年 | Krush           | Krush GIRLS          | 逢田ゆん、松山英礼奈、八鍬有紗                   |
| 2018年 | Krush           | Krush GIRLS          | 松山英礼奈、八鍬有紗、夏瀬まり                   |
| 2019年 | K-1 KRUSH FIGHT | K-1 GIRLS team KRUSH | 松山英礼奈、キャシー凛、犬嶋英沙、金山睦         |
| 2020年 | K-1             | K-1 GIRLS 2020       | 蘭、河辺ほのか、マリア友、葉月蓮、五十嵐希       |
| 2021年 | K-1             | K-1 GIRLS 2021       | 宮野真菜、柳本絵美、堀尾実咲、川瀬もえ、落合真彩 |

## 新聞、雑誌
- 「東京スポーツ」（2019年4月20日付）
- 「EXMAX」（2018年5月号、2016年12月号）
- 「MORE」（2018年5月号）
- 「WORLD JET SPORTS」（vol.244 2018年1月号、vol.235 2017年 4月号他）
- 「AGEHA」(2018年1月号)
- 「週刊プレイボーイ」（2017年10月16日号）
- 「週刊ポスト」（2017年4/28号）
- 「ヤングアニマル」（2017年4/14号）
- 「アサ芸シークレット」
- 「カスタムcar」（2016年8月号）
- 「ドカント」（2016年6月号）
- 「週刊ヤングジャンプ」（2015年12月3日発売号）
- 「EX大衆」
- 「週刊大衆ヴィーナス」（2015年10月号）
- 「CanCam」
- 「BLENDA」（2014年7月号）
- 「カーグッズプレス」
- 「EDGE STYLE」

## 作品

### DVD
- はつみゆ（2016年6月20日、ラインコミュニケーションズ）
- ミユフィーユ（2016年10月28日、グラッソ）
- Pure Kiss（2017年1月20日、イーネット・フロンティア）
- 夢心地（2017年4月20日、イーネット・フロンティア）
- miumiu（2017年12月22日、グラッソ）
- Perfect Body（2018年5月18日、M.B.D. メディアブランド）

### 写真集
- 忍者マッサージ（扶桑社）
- おっぱい図鑑（一迅社）
- ビジュアルウェブ（小学館）
- アイロゴス電子写真集（アイロゴス）